# Ludwig Norman-Neruda
Ludwig Norman-Neruda (Stoccolma, 18 novembre 1864 – Ortisei, 11 settembre 1898) è stato un alpinista e pittore inglese, effettuò diverse prime ascensioni nel gruppo del Bernina e nel Vallese senza guida.

## Biografia
Ludwig Norman-Neruda era figlio della violinista di fama internazionale Wilma Neruda e del compositore e direttore d'orchestra svedese Fredrik Vilhelm Ludvig Norman. Seguendo le proprie inclinazioni artistiche, frequentò le accademie di pittura di Anversa, Parigi e Londra, dove concluse i suoi studi e fissò la propria residenza. In seguito si dedicò ad attività commerciali e nel 1892 sposò Mary Peyton, conosciuta sulle Alpi nell’estate del 1891. Nel 1894 si stabilì ad Asolo, in Italia dedicandosi all'esplorazione delle Dolomiti. L’attività alpinistica di Normann-Neruda era iniziata  anni prima nel 1887 quando aveva 22 anni e si sviluppò per alcune stagioni principalmente sulle grandi cime delle Alpi occidentali. Tra le imprese più significative si ricorda nel 1887 quando compì la traversata del Crna Prst, nel 1889, salì il Monte del Forno, il Monte Rosso e il Pizzo Torrone Orientale mentre nel 1890, tentò la parete ovest della Dreischiisterspitze e scalò il Monte Giralba. Salì anche il Piz Fora, il Piz Tremoggia, il Monte Scerscen, il Piz Roseg e la Bernin. Sempre in quell'anno effettuò la prima salita del Lyskamm Orientale per la parete Nord-Est, con la guida ed amico Christian Klucker (1890), la salita della Cinque Dita, nel gruppo del Sassolungo, da Sud, con Sepp Innerkofler mentre l'’anno successivo nel 1891 nel Gruppo delle  Pale scalò la Cima Canali, il Sass Maor e la Cima della Madonna. Nel 1892 scalò la Pala, la Cima di Val di Roda per una nuova via e il Campanile omonimo. 
L’anno successivo 1893, con la moglie e senza guida, scalarono il Cimon, il Figlio della Rosetta, il Gusiglio  e la Cima Pradidali. In quel periodo Normann-Neruda stava progettando una spedizione in Himalaya e tra i membri aveva inserito le guide Christian Klucker e Sepp Innerkofler. 
Mentre scalava la cima Fünffingerspitze nel gruppo del Sassolungo in Alto Adige,  cadde tragicamente e morì poche ore dopo a Ortisei, in Val Gardena, per le gravi ferite riportate. Poiché non era di fede cattolica, fu sepolto in terra non consacrata.  Ludwig Norman-Neruda fu membro del Club Alpino Austriaco e del Club Alpino Italiano della sezione di Milano oltre che un pittore, ma non si sa nulla della sua opera.

## Carriera alpinistica
- 1889 Prima salita al Monte Rosso - cresta nord-est, IV-, 3.088 m, (Brega);
- 1889 Traversata del Fünffingerspitze, 2.996 m, (Gruppo del Sassolungo);
- 1890 Prima salita al Seehorn, 3.121 m - Groß Litzner, IV, 3.190 m, (Gruppo del Silvretta);
- 1890 Prima salita al Piz Fora "Guida Norman Neruda", 3.363 m, (Gruppo del Bernina);
- 1890 Prima salita al Piz Tremoggia "Guida Norman Neruda", 3.441 m, (Gruppo del Bernina);
- 1890 Prima salita al Piz Scercen - parete nord-ovest, 3.971 m, (Gruppo del Bernina);
- 1890 Prima salita al Piz Roseg - parete nord-est "Klucker/Norman Neruda", 650 HM, 52°, 3.937 m, (Gruppo del Bernina);
- 1890 Prima salita al Piz Bernina - parete nord-est "Klucker/Norman Neruda, Via Gurgel, 55°, 1300 KM, 4.049 m, (Gruppo del Bernina);
- 1890 Prima salita al  Pointe de Zinal "Via Norman Neruda", 3.789 m, (Alpi Vallesane);
- 1890 Prima salita al Lyskamm - cima est - parete nord-est - costola nord "Via Norman Neruda", III, ghiaccio fino a 50°, 700 HM, 4.527 m, (Alpi Vallesane);
- 1890 Prima salita Jal ägerhorn "Via Norman Neruda", 3.970 m, (Alpi Vallesi);
- 1890 Prima salita alla Cima di Jazzi "Sentiero Norman Neruda", 3.803 m, (Alpi Vallesane);
- 1890 Prima salita del Dom "Sentiero Normanno Neruda", 4.545 m, (Alpi Vallesane);
- 1890 Prima salita all'Obergabelhorn-spigolo est-nord-est dal versante del Rothorn, 4.063 m, (Alpi Vallesane)[2].

### Prime salite
Con la guida alpina svizzera Christian Klucker, Norman-Neruda realizzò le seguenti prime ascensioni :
- Gurgel , un canalone nella parete nord-est del Piz Bernina il 18 giugno 1890.
- Parete nord-ovest del Piz Scerscen il 9 luglio 1890.
- Parete nord-est del Piz Roseg il 16 luglio 1890.
- Margine est-nord-est dell'Ober Gabelhorn il 1° agosto 1890.

Il 6 luglio 1893, insieme alla moglie e alla guida alpina Antonio Tavernaro, effettuò la prima ascensione della Cima Wilma , nel gruppo delle Pale, che prese il nome dalla figlia Wilma.
In suo onore è stata intitolata la via Norman Neruda sulla parete nord-est del Liskamm, da lui scalata il 9 agosto 1890 insieme a Christian Klucker e Josef Reinstadler.